# Bourbon–Szicíliai Mária Antónia asztúriai hercegné
Mária Antónia (Caserta, Nápolyi Királyság, 1784. december 14. – Aranjuez, Spanyolország, 1806. május 21.), nápolyi és szicíliai királyi hercegnőként született mint IV. Ferdinánd nápolyi király és Ausztriai Mária Karolina legfiatalabb felnőttkort megélt leánya. Ferdinánd spanyol trónörökössel való házassága révén az Asztúria hercegnéje címet viselte. Fiatalon, mindössze huszonegyéves korában vesztette életét tuberkulózis következtében – egyes feltételezések szerint anyósa, Mária Lujza királyné mérgeztette meg, ám ezen vádak nem kerültek bizonyításra.

## Életrajza

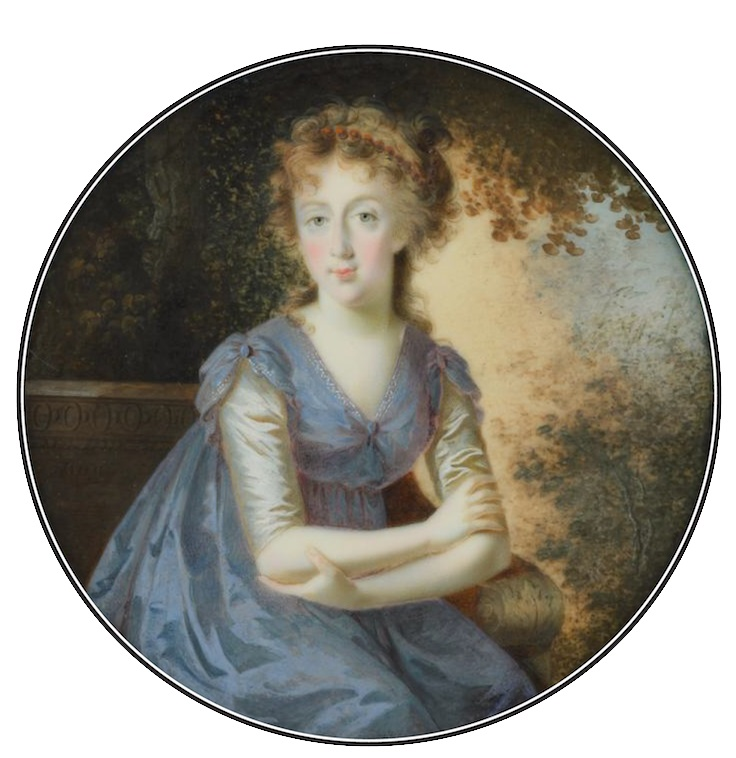
Miniatúra Mária Antónia nápolyi és szicíliai hercegnőről (1800-as évek eleje)

### Ifjúkora
A hercegnő 1784. december 14-én született a casertai királyi palotában, a Nápolyi Királyságban. Édesapja IV. Ferdinánd nápolyi király (III. Ferdinánd néven szicíliai király is volt), míg édesanya Mária Terézia császárné leánya, Ausztriai Mária Karolina volt. A hercegnő a nevét nagynénjéről, édesanyja legkedvesebb húgáról, Marie Antoinette francia királynéról kapta. Teljes születési neve Mária Antónia Terézia Amália Johanna Franciska Kajetána Mária Anna Lúcia, olaszul: Maria Antonietta Teresa Amelia Giovanna Battista Francesca Gaetana Maria Anna Lucia lett.
Mária Antónia volt szülei tizennyolc gyermeke közül a tizenkettedik. Ő lett egyben a legfiatalabb leány, aki megérte a felnőttkort, mivel utána született húgai mind elhunytak kisgyermekként. Finom megjelenésű, kedves teremtés volt, ugyanakkor kiemelkedően intelligens személyiség: tizenhét esztendős korára több nyelven is megtanult magasszinten beszélni. Egy kortárs beszámolóban úgy írnak Mária Antóniáról, mint Mária Terézia méltó unokája, aki örökölte nagyanyja jellemét és erényeit.

### Házassága

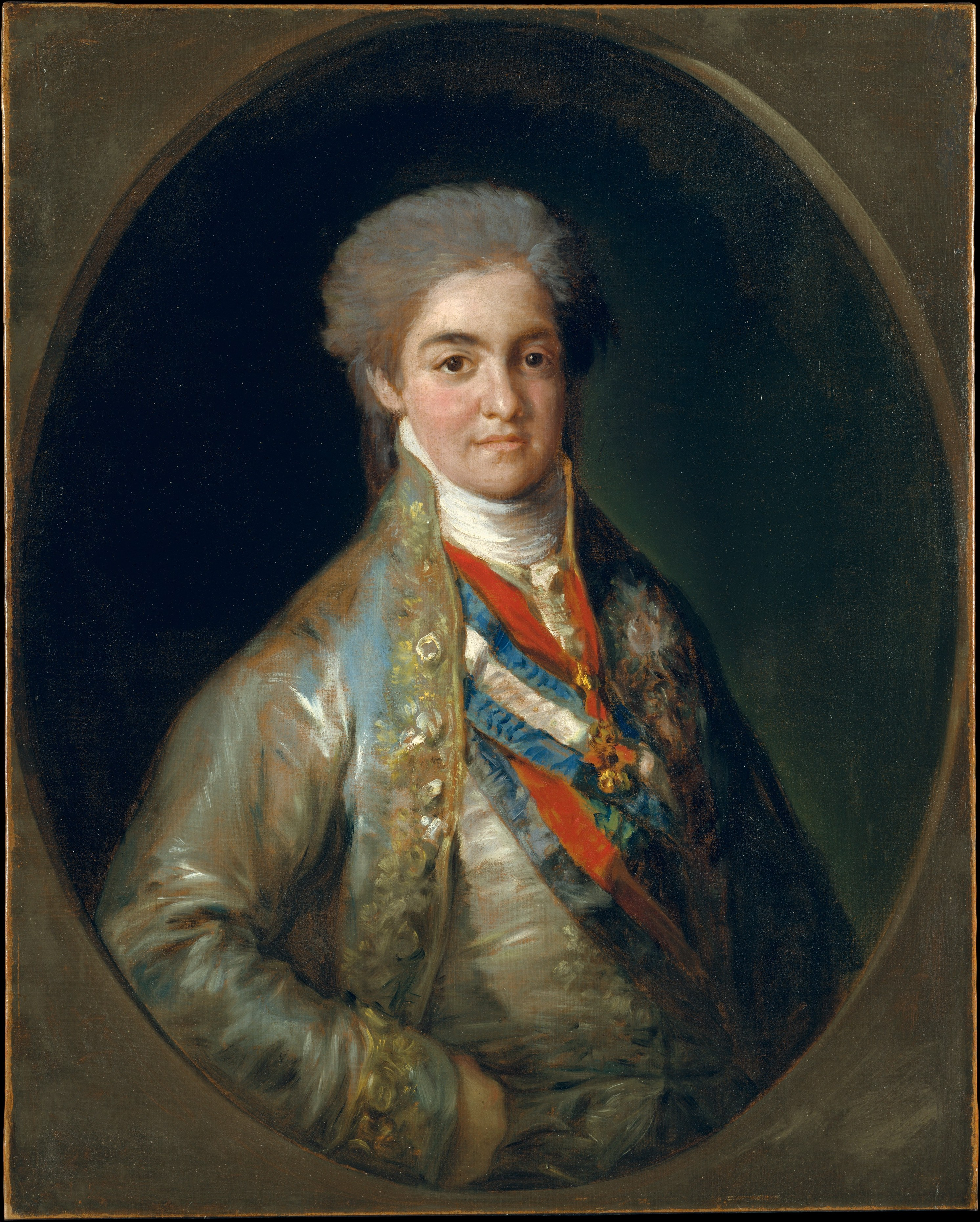
Az Asztúriai herceg portréja 1800-ból (Francisco de Goya)

A Bourbon-ház spanyol és nápolyi ágai között dinasztikus dupla-házasság tervei bontakoztak ki: Mária Antónia hercegnőt összeházasítják Asztúria hercegével, míg a hercegnő fivére, Calabria hercege elveszi a herceg húgát, Mária Izabella infánsnőt. A két testvér 1802. október 4-én érkezett meg Barcelonába, a duplaesküvőt pedig még aznap meg is tartották. Az ünnepségek október 12-ig tartottak. A hercegnő ezzel elnyerte a trónörökösnéknek járó Asztúria hercegnéje (spanyolul: Princesa de Asturias) címet, illetve a spanyol infánsnői rangot. Férj és feleség közeli rokoni kapcsolatban álltak egymással: első-unokatestvérek voltak, mindnyájan III. Károly spanyol király unokái.

Férjével való találkozása azonban súlyos csalódást okozott Mária Antóniának. Ferdinánd infánst csúfnak, rossz modorúnak találta, viszolygott annak testi közelségétől. Édesanyjához, Mária Karolina királynéhoz írt levelei mély kiábrándultságot tükröznek. Maga a királyné így írt egyik levelében leánya és veje házasságáról: 
Az asztúriai herceg csúf orcájú, pókhasú, tenyeres-talpas. Hangja éles és sipító. Kimondottan ostoba („stupido”). A testi szerelmet nagyon kívánja, mégsem lettek még férj és feleség, pedig már egy hete együtt hálnak. Kellemetlen, unalmas személy, éppoly lusta, mint a húga, és egy percig sem hagyja békén a feleségét. Műveletlen fickó, állandóan, kellemetlenül vihog. Közös életük csupa görcs, kötetlenség és kellem nélküli. Botrányos módon kémkednek utánuk. Szegény Antoinette leveleit olvasva szinte elsírom magam. Ezt írja: »Anyám, Téged csúful rászedtek. Túl jó anya vagy ahhoz, hogysem így feláldoztál volna engem, ha ezt előre tudtad volna.« Másutt ezt írja: »Nincs életem, de bárcsak helyesen viselném magam, hogy kiérdemeljem az örök életet.«

### Asztúria hercegnéjeként

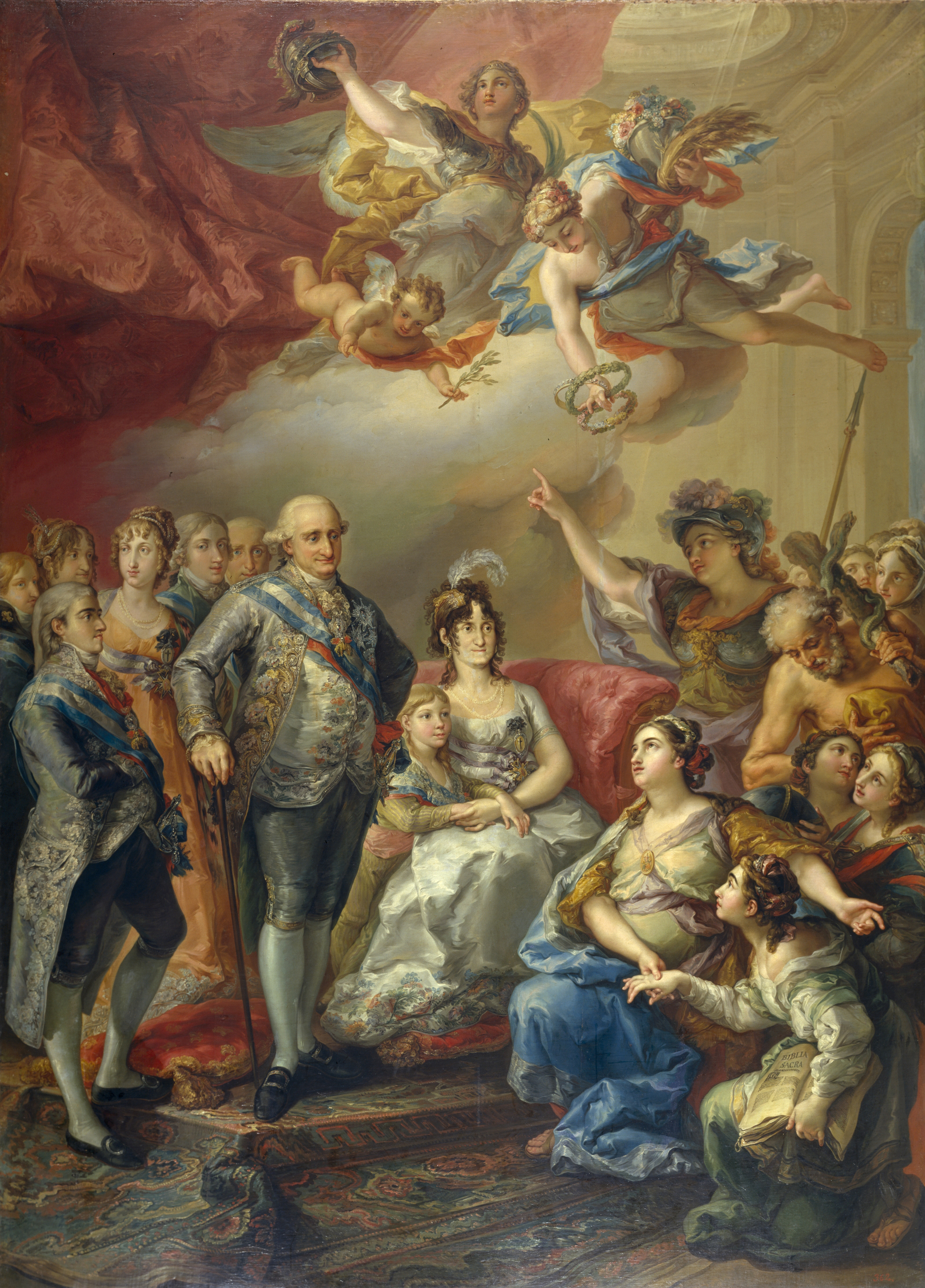
Mária Antónia (balról a negyedik), a spanyol királyi család több tagjával együtt 1802-ben, a Valenciai Egyetemen tett látogatásuk alkalmával. Középen IV. Károly spanyol király és Mária Lujza királyné

Mária Antónia édesanyja, miután a francia forradalom során kivégezték előbb sógorát majd húgát, XVI. Lajost és Marie Antoinette királynét, erős franciaellenes politikát folytatott. Mária Karolina úgy vélte, hogy a Bonaparte tábornok vezette Francia Köztársaság túl nagy befolyást gyakorol a Spanyol Királyságra, így leányát arra kérte, hogy minden igyekezetével próbálja megtörni a francia befolyást a spanyol udvarban. A korabeli híresztelések szerint Mária Karolina arra kérte leányát, hogy mérgezze meg a spanyol királynét, Mária Lujzát és annak kegyencét, az ország főminiszterét, a befolyásos Alcudia hercegét. Azonban a korszak legtöbb mérgezési pletykájához hasonlóan félthetően ez sem igaz, már csak azért sem, mert mind Mária Karolina, mind Mária Lujza erősen vallásos római katolikusak voltak.

Ennek ellenére a spanyol királyné rendszeresen átvizsgálta Mária Antónia könyveit, átkutatta ruháit és személyes holmiját, ezzel is nyomást gyakorolva menyére és megfélemlítve őt. Mária Antónia az idő előrehaladtával sikeresen vonta befolyása alá férjét, Ferdinándot, valamint sikeresen tudta megszervezni és egy táborba kovácsolni a királynéval és Godoy miniszterrel szemben elégedetlenkedők táborát. Mária Lujza oly annyira nem kedvelte menyét, hogy egy levelében így írt róla: 
Kiköpött anyja, egy harapásra kész veszélyes vipera, akinek ereiben vér helyett epe és méreg kering, egy félholt béka, ördögi kígyó.

### Halála
Miután 1805 augusztusában elszenvedte második vetélését (az elsőre 1804-ben került sor), a hercegné egészségi állapota súlyosan megromlott. Tuberkulózist kapott, ami több hónapra súlyos fájdalmakat okozott neki. Végül 1806. május 21-én, délután négy órakor, mindössze huszonegy esztendős korában életét vesztette a betegség következtében az aranjuezi királyi palotában. Spanyolországban hathónapra általános gyászt rendeltek el. Asztúria hercegnéját a spanyol uralkodói család hagyományos temetkezési helyén, a San Lorenzo de El Escorial-i királyi kolostorban helyezték el.
Halála után egyből szárnyra keltek azon híresztelések, miszerint anyósa, Mária Lujza spanyol királyné és minisztere, Manuel Godoy herceg mérgeztette meg, ám ezen vádak nem kerültek bizonyításra. A hercegné édesanyja, Mária Karolina királyné élete végéig hitte, hogy leányát a spanyol királyné mérgezte meg.
Mária Antónia halálát követően férje háromszor is megházasodott. Először 1816-ban vette feleségül Portugáliai Mária Izabellát, aki orvosai hanyagsága okán 1818-ban leánya születését követően elhunyt. Harmadik feleségével, Szászországi Mária Jozefa Amáliával 1819-ben házasodott össze, ám ebből a kapcsolatból sem születtek gyermekek, maga a királyné pedig 1829-ben vesztette életét betegség következtében. Ferdinánd negyedik felesége saját unokahúga – aki egyben Mária Antónia unokahúga is volt –, Szicíliai Mária Krisztina lett, akitől két leánya is született, köztük a későbbi II. Izabella spanyol királynő.

## Titulusai

### Rangja és megszólítása
- 1784. december 14. – 1802. október 6. között: „Ő királyi fensége Maria Antónia nápolyi és szicíliai hercegnő”
- 1802. október 6. – 1806. május 21. között: „Ő királyi fensége Asztúria hercegnéje, Spanyolország infánsnője”